# كفاءة اجتماعية
تتكون الكفاءة الاجتماعية (بالانجليزية: Social competence) من المهارات الاجتماعية والعاطفية والمعرفية والسلوكية اللازمة للتكيف الاجتماعي الناجح. تعكس الكفاءة الاجتماعية أيضًا القدرة على تبني وجهة نظر الآخرين فيما يتعلق بموقف ما، والتعلم من التجارب السابقة، وتطبيق هذا التعلم على التغييرات في التفاعلات الاجتماعية.
الكفاءة الاجتماعية هي الأساس الذي تُبنى عليه التوقعات للتفاعل المستقبلي مع الآخرين، وعلى أساسه يطوّر الأفراد تصوراتهم عن سلوكهم. غالبًا ما تشمل الكفاءة الاجتماعية المهارات الاجتماعية والتواصل الاجتماعي والتواصل بين الأشخاص. ترتبط الكفاءة ارتباطًا مباشرًا بالسلوك الاجتماعي، حيث تساهم الدوافع الاجتماعية والقدرات والمهارات والعادات والمعرفة الاجتماعية في تنمية سلوك الشخص.

## تاريخ المفهوم
بدأت دراسة الكفاءة الاجتماعية في أوائل القرن العشرين من خلال البحث في كيفية تفاعل الأطفال مع أقرانهم، وعملهم في المواقف الاجتماعية.
في الثلاثينيات من القرن الماضي، بدأ الباحثون في التحقيق في مجموعات الأقران وكيف أثرت خصائص الأطفال على مواقعهم ضمن مجموعات الأقران هذه.
في الخمسينيات والستينيات من القرن الماضي، أثبتت الأبحاث أن الكفاءة الاجتماعية للأطفال مرتبطة بالصحة العقلية المستقبلية (مثل نتائج سوء التكيف في مرحلة البلوغ)، بالإضافة إلى المشكلات في البيئات المدرسية. توسعت الأبحاث حول الكفاءة الاجتماعية بشكل كبير من هذه النقطة فصاعدًا، حيث أظهرت كميات متزايدة من الأدلة أهمية التفاعلات الاجتماعية. بدأ النظر إلى الكفاءة الاجتماعية من حيث مهارات واستراتيجيات حل المشكلات في المواقف الاجتماعية، وتم تصورها من حيث الأداء الاجتماعي الفعال ومعالجة المعلومات. في السبعينيات والثمانينيات من القرن الماضي، بدأت الأبحاث بالتركيز على تأثير سلوك الأطفال على العلاقات،  مما أثر على دراسة فعالية تعليم الأطفال المهارات الاجتماعية الخاصة بالعمر والجنس والسياق المحدد.
في محاولة لتحديد سبب افتقار بعض الأطفال للمهارات الاجتماعية في تفاعلات معينة، طوّر الباحثون نماذج معالجة المعلومات الاجتماعية لشرح ديناميكيات التفاعل الاجتماعي. ركزت هذه النماذج على عوامل مثل السلوك، والطريقة التي ينظر بها الناس ويقيمون بعضهم البعض، ومعالجة الإشارات الاجتماعية. كما قاموا بفحص اختيار الأهداف الاجتماعية، وعمليات صنع القرار، وتنفيذ الاستجابات المختارة. غالبًا ما درست مثل هذه الدراسات العلاقة بين الإدراك الاجتماعي والكفاءة الاجتماعية.
كان فرانك جريشام باحثًا بارزًا في الكفاءة الاجتماعية في منتصف الثمانينيات. وحدد ثلاثة مجالات فرعية للكفاءة الاجتماعية: السلوك التكيفي، والمهارات الاجتماعية، وقبول الأقران (غالبًا ما يستخدم قبول الأقران لتقييم الكفاءة الاجتماعية). غالبًا ما ركزت الأبحاث خلال هذا الوقت على الأطفال الذين لم يظهروا مهارات اجتماعية في محاولة لتحديد ومساعدة هؤلاء الأطفال الذين يحتمل أن يكونوا معرضين لخطر النتائج السلبية طويلة الأجل بسبب التفاعلات الاجتماعية السيئة. اقترح جريشام أن هؤلاء الأطفال يمكن أن يكون لديهم واحد من أربعة أوجه قصور: عجز في المهارات، حيث لم يكن لدى الأطفال المعرفة أو القدرات المعرفية للقيام بسلوك معين، وعجز في الأداء، وفي مهارات ضبط النفس، وفي أداء ضبط النفس، حيث يعاني الأطفال من القلق المفرط أو الاندفاع الذي يحظر التنفيذ السليم للسلوكيات أو المهارات التي يعرفونها ويفهمونها.
على الرغم من جميع التطورات والتغييرات في مفهوم الكفاءة الاجتماعية طوال القرن العشرين، كان لا يزال هناك نقص عام في الاتفاق حول تعريف وقياس الكفاءة الاجتماعية خلال الثمانينيات. كانت التعريفات في الثمانينيات أقل غموضًا من التعريفات السابقة، لكنها غالبًا لم تعترف بالعمر والوضع وخصوصية المهارة المتضمنة في البنية المعقدة للكفاءة الاجتماعية.

## المناهج والنظريات

### نهج احترام الأقران / الوضع
تحدد هذه الأساليب الكفاءة الاجتماعية بناءً على مدى شعبية المرء مع أقرانه. كلما كان الشخص محبوبًا أكثر، كان أكثر كفاءة اجتماعيًا.
إن دخول مجموعة الأقران، وحل النزاعات، والحفاظ على اللعب، هي ثلاثة أهداف شخصية شاملة ذات صلة فيما يتعلق بالتقييم والتدخل لكفاءة الأقران.

### نهج المهارات الاجتماعية
تستخدم هذه الأساليب السلوكيات كمبدأ توجيهي. يتم تجميع السلوكيات التي تظهر المهارات الاجتماعية ويتم تحديدها بشكل جماعي على أنها كفاءة اجتماعية.

### نهج العلاقة
وفقًا لهذه الأساليب، يتم تقييم الكفاءة الاجتماعية من خلال جودة علاقات الفرد والقدرة على تكوين العلاقات. تعتمد الكفاءة على مهارات كل من أعضاء العلاقة ؛ قد يبدو الطفل أكثر كفاءة اجتماعيًا إذا تعامل مع شريك ماهر اجتماعيًا.
دعا معلقون في بعض المجتمعات على الإنترنت إلى برامج حكومية تساعد الرجال العزاب طوعياً أو تحفيز النساء على الذهاب في مواعيد معهم.

### النهج الوظيفي
النهج الوظيفي خاص بالسياق ويهتم بتحديد الأهداف والمهام الاجتماعية. يركز هذا النهج أيضًا على نتائج السلوك الاجتماعي والعمليات التي تؤدي إلى تلك النتائج. تعتمد أهمية نماذج معالجة المعلومات للمهارات الاجتماعية في هذه الأساليب على فكرة أن الكفاءة الاجتماعية تنتج من العمليات المعرفية الاجتماعية.

## النماذج
تؤكد النماذج المبكرة للكفاءة الاجتماعية على دور السياق وخصوصية الموقف في تفعيل بناء الكفاءة. تسمح هذه النماذج أيضًا بتنظيم ودمج مختلف المهارات والسلوكيات والإدراك المرتبط بالكفاءة الاجتماعية. في حين تركز التعريفات العالمية على "الأهداف" بدلاً من "الوسائل" التي يتم من خلالها تحقيق هذه الأهداف،  هناك عدد من النماذج تهتم مباشرةً بالعمليات النظرية الكامنة وراء الكفاءة. نماذج العملية هذه خاصة بالسياق وتسعى إلى تحديد الأهداف والمهام الاجتماعية الهامة المرتبطة بالكفاءة الاجتماعية. تركز النماذج الأخرى على التمييز الذي غالبًا ما يتم تجاهله بين الكفاءة الاجتماعية والمؤشرات (أي المهارات والقدرات) المستخدمة لقياسها.

### النموذج السلوكي التحليلي
طور مارفن جولدفريد ودزوريلا  نموذجًا تحليليًا سلوكيًا من خمس خطوات يحدد تعريف الكفاءة الاجتماعية.
تشمل الخطوات المحددة المقترحة في النموذج ما يلي: (1) تحليل الموقف، (2) تعداد الاستجابة، (3) تقييم الاستجابة، (4) قياس التطوير، و(5) تقييم الإجراء.
1. تحليل الموقف - يتم تحديد الموقف الحرج على أساس معايير معينة، والتي تشمل:
  1. يحدث مع بعض التردد
  2. يقدم قرار استجابة صعب
  3. ينتج عنه مجموعة من الاستجابات المحتملة في مجموعة سكانية معينة.[18] يتم تحديد وتحليل الموقف من خلال مجموعة متنوعة من الأساليب، بما في ذلك المراقبة المباشرة من قبل الذات أو الآخرين، والمقابلات، والاستطلاعات.
2. تعداد الاستجابة - يتم الحصول على عينة من الاستجابات المحتملة لكل حالة. تشمل إجراءات إنشاء بدائل استجابة المراقبة المباشرة ولعب الأدوار والمحاكاة في الفيديو و/ أو التنسيقات المكتوبة.
3. تقييم الاستجابة - يتم الحكم على الاستجابات التي تم تعدادها على أنها فعالة من قبل "الآخرين المهمين" في البيئة. عنصر مهم هو أنه يجب ظهور توافق في الآراء أو إزالة عنصر معين من الاعتبار في المستقبل.

في الخطوتين الأخيرتين (4 و5) تم تطوير مقياس لتقييم الكفاءة الاجتماعية وتقييمه.

### نموذج معالجة المعلومات الاجتماعية
نموذج معالجة المعلومات الاجتماعية هو وسيلة مستخدمة على نطاق واسع لفهم الكفاءة الاجتماعية. يركز نموذج معالجة المعلومات الاجتماعية بشكل مباشر أكثر على العمليات المعرفية الكامنة وراء اختيار الاستجابة والتنفيذ والتقييم. باستخدام استعارة الكمبيوتر، يحدد نموذج معالجة المعلومات الاجتماعية المعاد صياغته عملية غير خطية من ست خطوات مع حلقات تغذية راجعة متنوعة تربط الإدراك الاجتماعي للأطفال وسلوكهم. عادة ما تترجم الصعوبات التي تنشأ في أي من الخطوات إلى عجز في الكفاءة الاجتماعية.
الخطوات الست هي:
1. مراقبة وترميز المحفزات ذات الصلة - الاهتمام بالإشارات الاجتماعية غير اللفظية واللفظية وترميزها، الخارجية والداخلية.
2. التفسير والتمثيل العقلي للإشارات - فهم ما حدث أثناء اللقاء الاجتماعي، وكذلك السبب والنية الكامنة وراء التفاعل.
3. توضيح الأهداف - تحديد ما هو هدف الفرد من التفاعل وكيفية طرح فهم لتلك الأهداف.
4. يتم تطوير تمثيل الموقف من خلال الوصول إلى الذاكرة طويلة المدى أو البناء - تتم مقارنة التفاعل مع المواقف السابقة المخزنة في الذاكرة طويلة المدى والنتائج السابقة لتلك التفاعلات.
5. قرار الاستجابة / الاختيار
6. التشريع السلوكي والتقييم

### نموذج ثلاثي المكونات
طريقة أخرى لتصور الكفاءة الاجتماعية هي النظر في ثلاثة مكونات فرعية أساسية في إطار هرمي.
1. التكيف الاجتماعي
2. الأداء الاجتماعي
3. مهارات اجتماعية

يتضمن الجزء العلوي من التسلسل الهرمي المستوى الأكثر تقدمًا، التعديل الاجتماعي. يتم تعريف التكيف الاجتماعي على أنه المدى الذي يحقق فيه الفرد أهداف المجتمع التنموية المناسبة. يتم تصور الأهداف على أنها "حالات" مختلفة يتعين على أفراد المجتمع تحقيقها (على سبيل المثال، الحالات الصحية والقانونية والأكاديمية أو المهنية والاجتماعية والاقتصادية والاجتماعية والعاطفية والعائلية والعلائقية). المستوى التالي هو الأداء الاجتماعي - أو الدرجة التي تفي بها استجابات الفرد للمواقف الاجتماعية ذات الصلة بالمعايير الصالحة اجتماعيًا. إن أدنى مستوى من التسلسل الهرمي هو المهارات الاجتماعية، والتي يتم تعريفها على أنها قدرات محددة (أي السلوك العلني، والمهارات المعرفية الاجتماعية، والتنظيم العاطفي) التي تسمح بالأداء الكفء ضمن المهام الاجتماعية. يعد النموذج ثلاثي المكونات مفيدًا للأطباء والباحثين الذين يتطلعون إلى تغيير الأداء الاجتماعي للأطفال أو التنبؤ به أو تفصيله.

### النموذج الرباعي
تتكون العناصر الأساسية الأساسية للكفاءة من أربع مجموعات فائقة التنسيق من المهارات والقدرات والقدرات: (1) المهارات والقدرات المعرفية، (2) المهارات السلوكية، (3) الكفاءات العاطفية، (4) التحفيزية والمتوقعة مجموعات.
1. المهارات والقدرات المعرفية - المعرفة الثقافية والاجتماعية اللازمة للعمل الفعال في المجتمع (أي المهارات والقدرات الأكاديمية والمهنية والقدرة على اتخاذ القرار ومعالجة المعلومات)
2. المهارات السلوكية - معرفة الاستجابات السلوكية والقدرة على تفعيلها (على سبيل المثال، التفاوض وأخذ الأدوار أو المنظور والتأكيد ومهارات المحادثة والمهارات الاجتماعية)
3. المهارات العاطفية - تؤثر على التنظيم والقدرات العاطفية لتسهيل الاستجابة المؤهلة اجتماعياً وتكوين العلاقات
4. مجموعات التحفيز والتوقع - بنية قيمة الفرد، والتطور الأخلاقي، والشعور بالفعالية والسيطرة.

## الإطار المرتبط بالنمو
تتطور الكفاءة الاجتماعية بمرور الوقت، ويظهر إتقان المهارات الاجتماعية والتفاعلات الاجتماعية بين الأشخاص في نقاط زمنية مختلفة على استمرارية النمو (من الطفولة إلى المراهقة) والبناء على المهارات والمعرفة المكتسبة سابقًا. تشمل الجوانب والعلامات الرئيسية للكفاءة الاجتماعية المتسقة بشكل ملحوظ عبر فترات النمو (الطفولة المبكرة، والطفولة المتوسطة / المتأخرة، والمراهقة) المهارات الاجتماعية (أي السلوكيات الودية والتعاونية والمفيدة) وضبط النفس أو المهارات التنظيمية (مثل الغضب الإدارة، ومهارات التفاوض، ومهارات حل المشكلات). ومع ذلك، مع حدوث تغييرات تطورية في هيكل وجودة التفاعلات، وكذلك في القدرات المعرفية واللغوية، تؤثر هذه التغييرات على تعقيد المهارات والسلوكيات التي تساهم في الاستجابة المختصة اجتماعياً.

## العوامل المساهمة

### المزاج
المزاج هو بناء يصف استجابة الشخص البيولوجية للبيئة. تشكل قضايا مثل الهدوء والإيقاع والتواصل الاجتماعي والإثارة هذا البناء. غالبًا ما يساهم التواصل الاجتماعي في تطوير الكفاءة الاجتماعية.
تحمل ماري روثبارت النموذج الأكثر تأثيراً في المزاج بسبب التركيزين الرئيسيين على التنظيم والتفاعل. التحكم في الجهد هو الفكرة الرئيسية وراء تنظيم المزاج لأن المهارات التي يتطلبها تشارك في دمج المعلومات والتخطيط وتعديل المشاعر والسلوك. تتعلق التفاعلية باستفزاز أنظمة الاستجابة الحركية والعاطفية والحسية.

### الارتباط
تستند التجارب الاجتماعية إلى أساس العلاقات بين الوالدين والطفل وهي مهمة في التطور اللاحق للمهارات والسلوكيات الاجتماعية. يعد ربط الرضيع بمقدم الرعاية أمرًا مهمًا لتنمية المهارات والسلوكيات الاجتماعية اللاحقة  التي تطور الكفاءة الاجتماعية. يساعد التعلق الرضيع على تعلم أن العالم يمكن التنبؤ به وجدير بالثقة أو في حالات أخرى متقلبة وقاسية. تصف ماري أينسورث  أربعة أنواع من أنماط التعلق في مرحلة الطفولة، بما في ذلك أنماط التعلق الآمن، والقلق، والتجنب، والقلق، والمقاوم للقلق، وعدم التنظيم / الارتباك. يسمح أساس رابطة التعلق للطفل بالخروج من والدته / والدتها لتجربة تجارب جديدة وتفاعلات جديدة. يميل الأطفال ذوو أنماط التعلق الآمن إلى إظهار مستويات أعلى من الكفاءة الاجتماعية مقارنة بالأطفال الذين يعانون من ارتباط غير آمن، بما في ذلك تجنب القلق، ومقاومته للقلق، وغير منظم / مشوش.

### طريقة تربية الأبناء
الآباء هم المصدر الأساسي للنمو الاجتماعي والعاطفي في مرحلة الطفولة المبكرة، والطفولة المبكرة والمتوسطة / المتأخرة. تؤثر ممارسات التنشئة الاجتماعية للوالدين على ما إذا كان طفلهم سيطور الكفاءة الاجتماعية. يلتقط أسلوب الأبوة والأمومة عنصرين مهمين في الأبوة والأمومة: الدفء / الاستجابة الأبوية والرقابة الأبوية / المطالب. تشير استجابة الوالدين (الدفء أو الدعم) إلى "مدى قيام الوالدين عن قصد بتعزيز الفردية، والتنظيم الذاتي، وتأكيد الذات من خلال التوافق، والدعم، والرضوخ لاحتياجات الأطفال الخاصة ومتطلباتهم". يشير مطلب الوالدين (التحكم السلوكي) إلى "ادعاءات الوالدين بشأن الأطفال للاندماج في الأسرة بأكملها، من خلال متطلبات نضجهم، والإشراف، والجهود التأديبية، والاستعداد لمواجهة الطفل الذي يعصي". يؤدي تصنيف الوالدين وفقًا لما إذا كانوا مرتفعين أو منخفضين فيما يتعلق بمطالبة الوالدين واستجابتهم، إلى إنشاء تصنيف لأربعة أنماط من الأبوة : متسامح / متساهل، وسلطوي، وموثوق، وغير مبال / غير متورط. يعكس كل من أنماط الأبوة والأمومة أنماط القيم والممارسات والسلوكيات الأبوية  وتوازنًا متميزًا بين الاستجابة والمطالبة.
يساهم أسلوب الأبوة والأمومة في رفاهية الطفل في مجالات الكفاءة الاجتماعية والأداء الأكاديمي والتنمية النفسية والاجتماعية والسلوك المشكل. وجدت الأبحاث المستندة إلى مقابلات الوالدين وتقارير الأطفال وملاحظات الوالدين أن:
- الأطفال والمراهقون الذين يتمتع آباؤهم بسلطة تقييم أنفسهم ويتم تصنيفهم من خلال مقاييس موضوعية على أنهم أكثر كفاءة اجتماعيًا وفعالًا من أولئك الذين يكون آباؤهم غير مخولين.[30][31][32]
- إن أداء الأطفال والمراهقين الذين لا يتدخل آباؤهم هم أسوأ أداء في جميع المجالات.

تشمل العوامل الأخرى التي تساهم في الكفاءة الاجتماعية علاقات المعلم ومجموعات الأقران والحي والمجتمع.

## سلوكيات المشكلة ذات الصلة
يقول الباحث المهم في دراسة الكفاءة الاجتماعية، فولر، أن هناك ثلاث مجموعات من السلوكيات المشكلة التي تؤدي إلى إضعاف الكفاءة الاجتماعية. تتضمن مجموعات فولر: (1) مجموعة عدوانية وعدائية، (2) مجموعة فرعية من العجز الإدراكي، و(3) مجموعة تواجه صعوبات في التنظيم الذاتي.
1. الأطفال ذوو السلوكيات العدوانية والعدائية هم أولئك الذين تؤثر تصرفاتهم السلوكية بشكل سلبي على قدرتهم على تكوين علاقات والحفاظ على التفاعلات الشخصية.[35] يميل الأطفال العدوانيون والعدائيون إلى قصور في معالجة المعلومات الاجتماعية واستخدام استراتيجيات غير مناسبة لحل المشكلات الاجتماعية في المواقف الاجتماعية.[34] كما أنهم يميلون أيضًا إلى البحث عن عدد أقل من الحقائق في المواقف الاجتماعية وإيلاء المزيد من الاهتمام للتفاعلات الاجتماعية العدوانية المقدمة في التفاعل.[19]
2. الأطفال الذين يعانون من عجز في الإدراك لا يرون البيئة بشكل مناسب ويفسرون التفاعلات الشخصية بشكل غير دقيق. لديهم أيضًا صعوبة في قراءة الإشارات الاجتماعية وتعبيرات الوجه وإيماءات الجسد.
3. يميل الأطفال الذين يعانون من عجز في التنظيم الذاتي إلى مواجهة صعوبات كلاسيكية في الوظائف التنفيذية.

## التقييمات
بينما يستمر التحقق من صحة فهم مكونات الكفاءة الاجتماعية تجريبياً، فإن تقييم الكفاءة الاجتماعية لم تتم دراسته جيدًا  ويستمر في التطور في الإجراءات. هناك مجموعة متنوعة من الأساليب لتقييم الكفاءة الاجتماعية وغالبًا ما تتضمن واحدًا (أو أكثر) مما يلي:
- مقابلة طفل - مراهق
- ملاحظات
- مقاييس تقرير الوالدين
- مقاييس التقرير الذاتي
- المقاييس الاجتماعية (أي ترشيحات الأقران)
- المعلمين تقرير التدابير

## التدخلات
بعد زيادة الوعي بأهمية الكفاءة الاجتماعية في مرحلة الطفولة، يتم استخدام التدخلات لمساعدة الأطفال الذين يعانون من صعوبات اجتماعية. تاريخيًا، لم تُحسِّن جهود التدخل من وضع أقران الأطفال أو تسفر عن آثار طويلة الأمد. لم تأخذ التدخلات في الاعتبار أن مشاكل الكفاءة الاجتماعية لا تحدث بمعزل عن غيرها، بل إلى جانب مشاكل أخرى أيضًا. وبالتالي، تستهدف جهود التدخل الحالية الكفاءة الاجتماعية على حد سواء بشكل مباشر وغير مباشر في سياقات مختلفة.

### التدخلات في مرحلة ما قبل المدرسة والطفولة المبكرة
تدخلات الطفولة المبكرة التي تستهدف المهارات الاجتماعية تعمل بشكل مباشر على تحسين علاقات الأقران للأطفال. تركز هذه التدخلات على المجموعات المعرضة للخطر مثل الأمهات العازبات والمراهقات وعائلات الأطفال الذين يعانون من مشاكل سلوكية مبكرة. التدخلات التي تستهدف الأطفال والأسر على حد سواء لها أعلى معدلات النجاح. عندما يصل الأطفال إلى سن ما قبل المدرسة، تركز تدخلات الكفاءة الاجتماعية على سياق ما قبل المدرسة وتعليم المهارات الاجتماعية الإيجابية. تستلزم مثل هذه التدخلات عمومًا تدريس مهارات حل المشكلات وإدارة النزاعات والمشاركة وتحسين مهارات الأبوة والأمومة. تعمل التدخلات على تحسين الكفاءة الاجتماعية للأطفال والتفاعلات مع أقرانهم على المدى القصير، كما أنها تقلل من المخاطر طويلة المدى، مثل تعاطي المخدرات أو السلوك المنحرف.

### التدخلات في سن المدرسة
تصبح الكفاءة الاجتماعية أكثر تعقيدًا مع تقدم الأطفال في السن، وتستهدف معظم جهود التدخل لهذه الفئة العمرية المهارات الفردية والأسرة وإعداد الفصل الدراسي. تركز هذه البرامج على مهارات التدريب في حل المشكلات والفهم العاطفي والتعاون وضبط النفس. يتم التأكيد بشدة على فهم عواطف المرء والقدرة على إيصال هذه المشاعر. أكثر البرامج فاعلية تمنح الأطفال الفرصة لممارسة المهارات الجديدة التي يتعلمونها. تشمل نتائج تدخلات الكفاءة الاجتماعية انخفاض العدوانية، وتحسين ضبط النفس، وزيادة مهارات حل النزاعات.

### برنامج التدخل
برنامج تدخل الكفاءة الاجتماعية هو برنامج تجريبي يستخدم أكثر من حاسة واحدة في وقت واحد خلال التدخل حتى يصبح الشخص على دراية بعملية التفكير الخاصة به. قبل إجراء التدخل، كان من المفترض أن يعاني بعض الأطفال من قصور في الإدراك إلى جانب ضعف المهارات الاجتماعية. تم أخذ دروس المسرح لمعالجة هذه النواقص لدى الأطفال الذين يعانون من صعوبات التعلم واضطرابات نقص الانتباه. في ختام الدراسة، تظهر الأدلة أن الأطفال المشاركين بدأوا في تطوير مهاراتهم وراء المعرفية مثل المشاعر والسلوكيات.

## أنظر أيضا
- مهارات اجتماعية